# Prosopocera holobrunnea
Prosopocera holobrunnea är en skalbaggsart som beskrevs av Stefan von Breuning 1977. Prosopocera holobrunnea ingår i släktet Prosopocera och familjen långhorningar. Inga underarter finns listade i Catalogue of Life.